# Logan (Ohio)
Logan és una població dels Estats Units a l'estat d'Ohio. Segons el cens del 2000 tenia 6.704 habitants.

## Demografia
Segons el cens del 2000, Logan tenia 6.704 habitants, 2.790 habitatges, i 1.768 famílies. La densitat de població era de 840,4 habitants per km².
Dels 2.790 habitatges en un 30,3% hi vivien nens de menys de 18 anys, en un 46,2% hi vivien parelles casades, en un 13,2% dones solteres, i en un 36,6% no eren unitats familiars. En el 32,4% dels habitatges hi vivien persones soles el 16,5% de les quals corresponia a persones de 65 anys o més que vivien soles. El nombre mitjà de persones vivint en cada habitatge era de 2,33 i el nombre mitjà de persones que vivien en cada família era de 2,94.
Per edats la població es repartia de la següent manera: un 24,4% tenia menys de 18 anys, un 9,6% entre 18 i 24, un 24,9% entre 25 i 44, un 21,8% de 45 a 60 i un 19,3% 65 anys o més.
L'edat mediana era de 39 anys. Per cada 100 dones de 18 o més anys hi havia 81 homes.
La renda mediana per habitatge era de 29.691 $ i la renda mediana per família de 38.143 $. Els homes tenien una renda mediana de 31.875 $ mentre que les dones 23.738 $. La renda per capita de la població era de 15.836 $. Aproximadament el 13% de les famílies i el 17,7% de la població estaven per davall del llindar de pobresa.

## Poblacions més properes
El següent diagrama mostra les poblacions més properes.